# 团花
团花（学名：Neolamarckia cadamba），为茜草科团花属下的一个植物种。